# Langston Galloway
Langston Galloway (Luisiana, 9 de dezembro de 1991) é um jogador norte-americano de basquete profissional que atualmente joga pelo Phoenix Suns da National Basketball Association (NBA).
Ele jogou basquete universitário na Universidade de Saint Joseph e não foi selecionado no Draft da NBA de 2014. Ele começou sua carreira profissional no Westchester Knicks da G-League e depois passou por New York Knicks, New Orleans Pelicans e Sacramento Kings da NBA.

## Carreira no ensino médio
Galloway frequentou a Christian Life Academy em Baton Rouge, Louisiana, onde foi duas vezes Jogador do Ano no District 7 1-A. 
Em seu terceiro ano, ele teve uma média de 21,3 pontos, cinco rebotes e três assistências por jogo. Em seu último ano, ele obteve uma média de 26,2 pontos, cinco assistências e cinco roubadas de bola por jogo.

## Carreira na faculdade
Em sua temporada de calouros no Saint Joseph's, Galloway foi selecionado para a Equipe de Novatos do Atlântico 10 e o Novato do Ano da Philadelphia Big 5. Em 33 jogos, ele obteve média de 12,8 pontos, 5,5 rebotes, 2,9 assistências e 1,7 roubadas de bola em 34,3 minutos por jogo.
Em sua segunda temporada, ele foi nomeado para a Segunda-Equipe da Atlantic 10 e para a Primeira-Equipe da Big 5. Em 34 jogos, ele obteve uma média de 15,5 pontos, 4,5 rebotes, 2,2 assistências e 1,0 roubadas de bola em 35,7 minutos por jogo.
Em sua terceira temporada, ele foi nomeado para a Segunda-Equipe da Big 5. Em 32 jogos, ele teve média de 13,8 pontos, 3,6 rebotes, 2,3 assistências e 1,4 roubadas de bola em 35,7 minutos por jogo.
Em sua última temporada, ele foi nomeado para a Primeira-Equipe da Atlantic 10 e para a Primeira-Equipe da Big 5. Em 34 jogos, ele teve média de 17,7 pontos, 4,3 rebotes, 1,6 assistências e 1,1 roubadas de bola em 36,2 minutos por jogo.
Galloway terminou sua carreira na faculdade como o segundo maior artilheiro de todos os tempos na história do Hawk (depois de Jameer Nelson) com 1.991 pontos.

## Carreira profissional

### New York Knicks e Westchester Knicks (2014–2016)
Depois de não ser selecionado no Draft de 2014, Galloway passou a Summer League e a pré-temporada com o New York Knicks. Ele se juntou à equipe afiliada dos Knicks na G-League, o Westchester Knicks, em novembro.
Depois de dois meses com Westchester, ele foi chamado pelo New York em 7 de janeiro de 2015 e assinou um contrato de 10 dias. Ele fez sua estréia na NBA naquela noite, registrando sete pontos, dois rebotes, três assistências e um roubo de bola na derrota por 101-91 para o Washington Wizards. Ele fez sua segunda aparição pelos Knicks na noite seguinte, marcando 19 pontos em uma derrota por 120-96 para o Houston Rockets.
Ele assinou um segundo contrato de 10 dias com os Knicks em 17 de janeiro e depois um contrato de dois anos parcialmente garantido em 27 de janeiro. Em 13 de abril, ele marcou 26 pontos em uma vitória de 112-108 sobre o Atlanta Hawks. No final da temporada, ele foi nomeado para a Segunda-Equipe de Novatos da NBA, tornando-se o primeiro jogador não selecionado da história dos Knicks a ser selecionado para uma equipe da NBA All-Rookie.
Em meados de novembro da temporada de 2015-16, Galloway liderou a equipe e ficou em quarto lugar na NBA em minutos jogados no quarto quarto, tendo conquistado a confiança do técnico Derek Fisher. Ele jogou em todos os 82 jogos dos Knicks nessa temporada.

### New Orleans Pelicans (2016–2017)
Em 21 de julho de 2016, Galloway assinou com o New Orleans Pelicans.
Em 19 de novembro, ele marcou 23 pontos em uma vitória de 121-116 sobre o Charlotte Hornets. Em 5 de dezembro, ele acertou seis arremessos de 3 pontos e marcou 26 pontos em uma derrota por 110-108 para o Memphis Grizzlies.

### Sacramento Kings (2017)
Em 20 de fevereiro de 2017, Galloway foi negociado, junto com Tyreke Evans, Buddy Hield e escolhas de draft, para o Sacramento Kings em troca de DeMarcus Cousins e Omri Casspi.

### Detroit Pistons (2017–Presente)
Em 6 de julho de 2017, Galloway assinou um contrato de três anos e US $ 21 milhões com o Detroit Pistons.
Na temporada de 2017-18, ele registrou a menor porcentagem de acerto de 3 pontos de sua carreira, além dos menores minutos médios da carreira. Em 9 de dezembro de 2018, ele marcou 24 pontos em uma derrota de 116-108 para o New Orleans Pelicans.

## Estatísticas

### NBA

#### Temporada regular
| Ano      | Time        | PJ  | MPJ  | AP   | 3P   | LL   | RT  | AS  | BR  | TO | PPJ  |
| -------- | ----------- | --- | ---- | ---- | ---- | ---- | --- | --- | --- | -- | ---- |
| 2014–15  | New York    | 45  | 32.4 | .399 | .352 | .808 | 4.2 | 3.3 | 1.2 | .3 | 11.8 |
| 2015–16  | New York    | 82  | 24.8 | .393 | .344 | .754 | 3.5 | 2.5 | .9  | .3 | 7.6  |
| 2016–17  | New Orleans | 55  | 20.4 | .374 | .377 | .769 | 2.2 | 1.2 | .7  | .1 | 8.6  |
| 2016–17  | Sacramento  | 19  | 19.7 | .404 | .475 | .917 | 1.8 | 1.5 | .3  | .1 | 6.0  |
| 2017–18  | Detroit     | 58  | 14.9 | .371 | .344 | .805 | 1.6 | 1.0 | .6  | .1 | 6.2  |
| 2018–19  | Detroit     | 80  | 21.8 | .388 | .355 | .844 | 2.1 | .5  | .1  | .1 | 8.4  |
| Carreira | Carreira    | 339 | 22.4 | .387 | .359 | .799 | 2.6 | 1.7 | .7  | .2 | 8.2  |

### Universitário
| Ano      | Time           | PJ  | MPJ  | AP   | 3P   | LL   | RT  | AS  | BR  | TO | PPJ  |
| -------- | -------------- | --- | ---- | ---- | ---- | ---- | --- | --- | --- | -- | ---- |
| 2010–11  | Saint Joseph's | 33  | 34.3 | .399 | .392 | .887 | 5.5 | 2.9 | 1.7 | .5 | 12.8 |
| 2011–12  | Saint Joseph's | 34  | 35.7 | .488 | .466 | .785 | 4.5 | 2.2 | 1.0 | .6 | 15.5 |
| 2012–13  | Saint Joseph's | 32  | 35.7 | .414 | .394 | .772 | 3.6 | 2.3 | 1.4 | .3 | 13.8 |
| 2013–14  | Saint Joseph's | 34  | 36.2 | .444 | .443 | .826 | 4.3 | 1.6 | 1.1 | .5 | 17.7 |
| Carreira | Carreira       | 133 | 35.5 | .438 | .426 | .821 | 4.5 | 2.2 | 1.3 | .5 | 15.0 |

Fonte: